# 空中加油

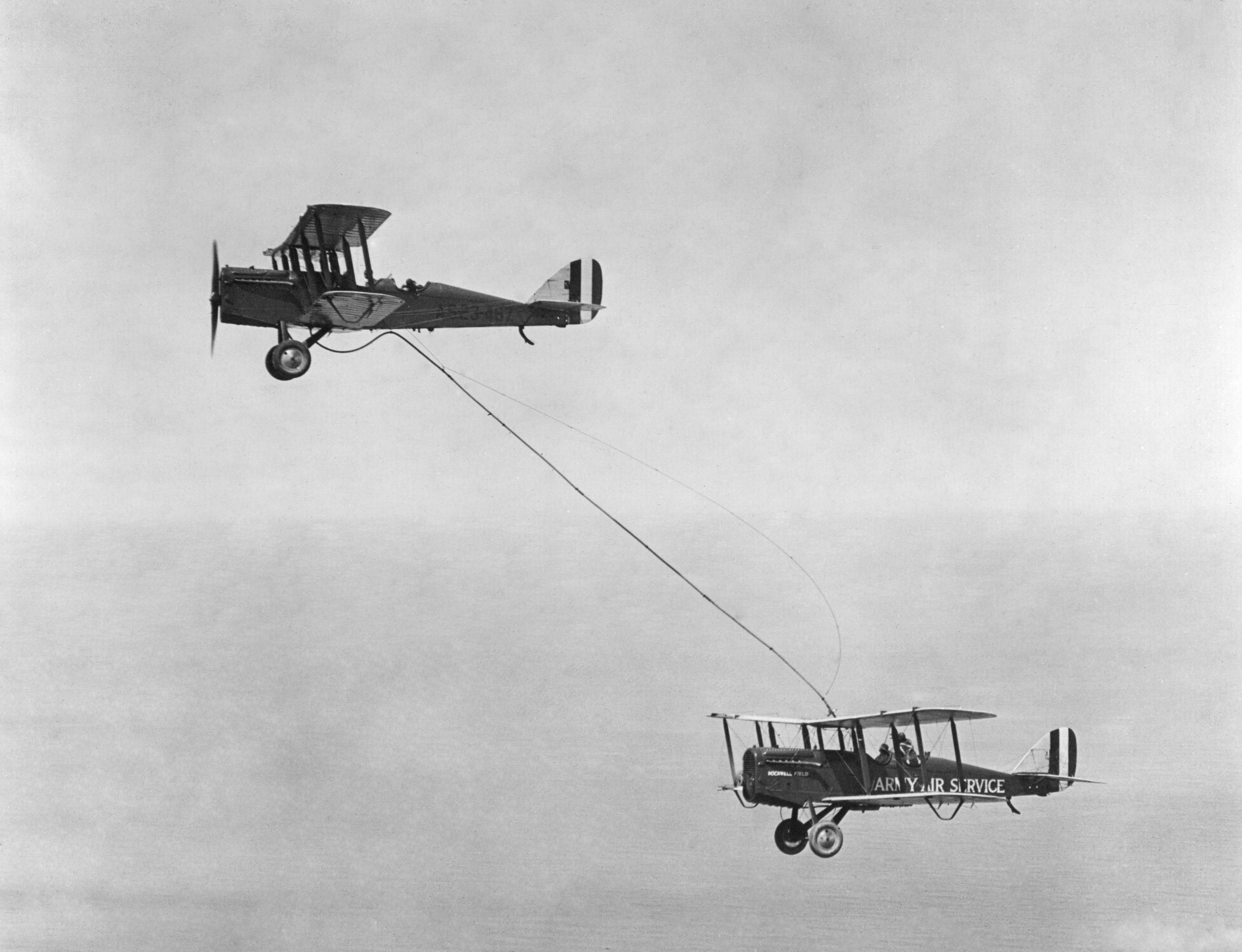
1923年人類史上第一次空中加油

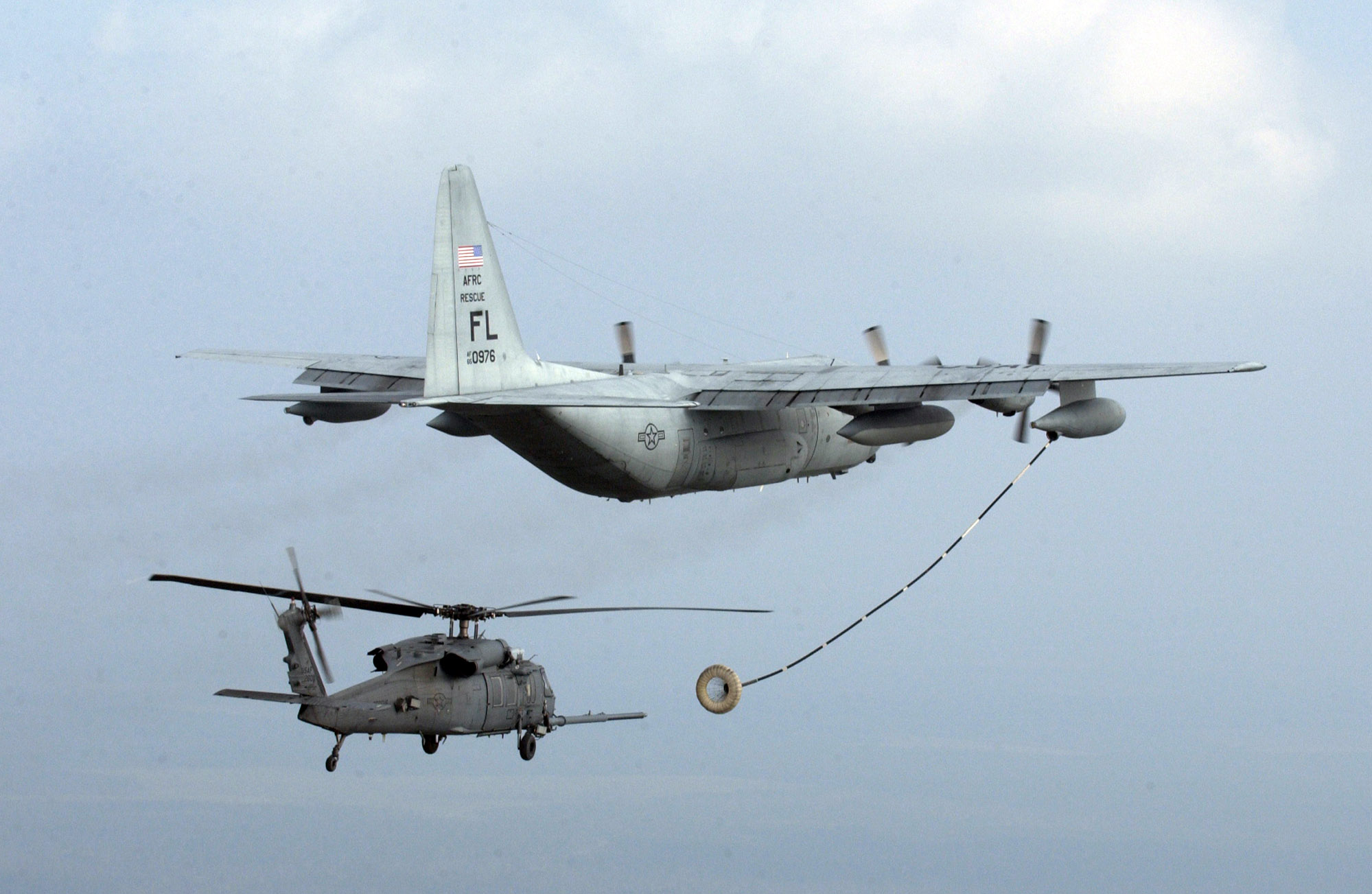
正進行空中加油的美軍直升機

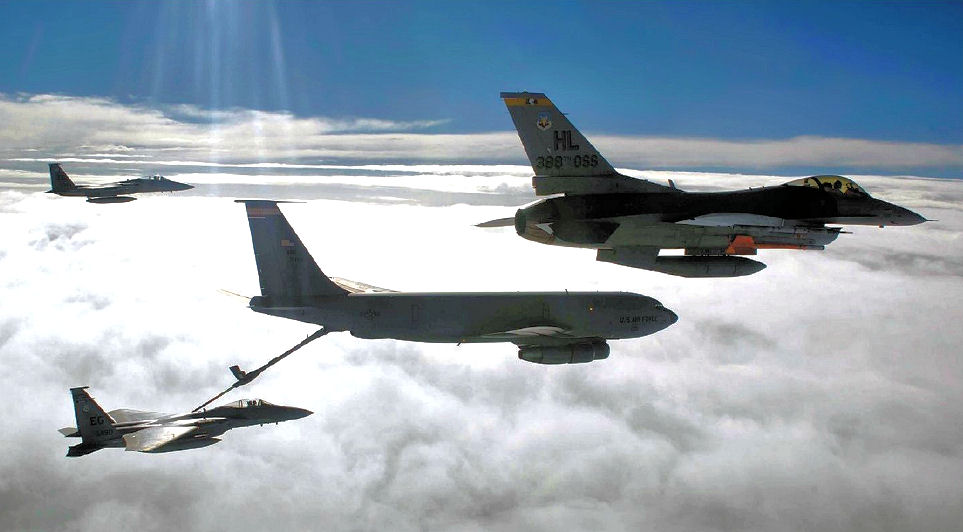
戰機空中加油

空中加油指在飛行過程中將燃料由空中加油機補充給另一航空器的過程與技術。配合此技术，飛行器亦能在起飛時少携带油料，減輕起飛重量，使短距起飛更易達成，或是将更多酬載能力转配給武器、貨物或人員。也有文獻指出，在航程大於5600公里的飛行中，空中加油能節省35%到40%的燃料。空中加油目前主要用於軍事用途。

## 歷史
人類历史上的第一次空中加油是1923年6月27日美國陸軍的雙翼機DH-4B，當時的飛機速度很慢，只需人工丟下油管，另一架飛機的驾驶员仔細避開螺旋槳并接住油管、保持距離飛行，即可完成空中加油。空中加油技術發展初始在軍事戰略上的優勢並不多，故並未受到重視，多用於延長商業運輸機航程及滯空時間而用。二戰期間飛機速度加快，且以螺旋槳飛機為主，如此操作危險較高，空中加油技術陷入停滯期。
该技術在軍事上的實用化始于冷戰时期，美國政府存在直接對蘇聯本土進行轟炸的需求，且噴射機被發明，使该技术再度受到重視。美國空軍于1949年改裝了一架B-29轟炸機，即KB-29空中加油機，由於轟炸機螺旋槳在機翼而不在機頭，配合空中加油技术使轟炸機有能力直接轟炸蘇聯，後來一架接受KB-29空中加油支援的B-50轟炸機更完成了環繞世界一周的無著陸飛行，展现了空中加油的實用性。此后美國波音公司及英國空中加油有限公司分別研發了「飛椼式」与「飛錨式」兩種空中加油技術，揮別以人工接管的方式空中加油。
2015年4月16日，美軍X-47B無人機與KC-707空中加油機採用「飛錨式」技術成功完成歷史上首次無人機空中加油測試。
2023年12月12日，在北加州和俄勒岡州上空，美國空軍使用C-5M運輸機向KC-10加油機使用飛桁加油系統進行了一次逆向加油測試，由C-5M戰略運輸機向KC-10加油機進行加油，反向空中加油持續了30分鐘，燃油轉移總量約為10.65噸。
空中加油技術目前已在多國普遍運用，許多較有規模的海軍、空軍擁有空中加油能力。

## 方式
目前，各國軍隊主要使用的空中加油方式有兩種，分別為「飛椼式」以及「飛錨式」。

### 飛椼式
飛椼式的主要特徵為使用硬管，通常於加油機的尾端設置可伸縮的硬式伸縮鋼管以及加油人員的操作艙，整體結構與機身合而為一。
這項技術在飛錨式被研發成功之後，緊接於1949年正式應用。飛椼式最大的優點在於使用硬式伸縮鋼管，可承受幫浦的輸油壓力，使每分鐘加油量能達到6000公升以上。另外對於亂流的影響極低，同時使用操作桿進行瞄準、操作方便。而缺點則是加油機本身必須配合加油器採用大型機體，搭載油量也受到限制，且由於必須配置加油桿操作人員，一次僅能對一台飛機進行加油。另外這項技術大多只用於美製軍機，若非美製軍機受油機也必須接受大量改裝，通用性極差。此外，中國現時亦正研發相關技術，並於運油-20及殲-20預留技術接口，預計要到2025年才投入應用。
由於飛椼式加油技術由美國空軍主導的關係，多數美國空軍的戰機也都採用這種加油設備，只有少數機型例外，例如F-100戰鬥轟炸機跟A-37攻擊機就是配備飛錨式加油設備。而越戰時期曾短暫擔綱對地攻擊角色的F-5戰機也安裝了簡易的空中加油管搭配飛錨式加油設備，最為特別的則是當時作為對地攻擊主力的F-105戰鬥轟炸機，同時兼具兩種不同加油設備的受油裝置。

### 飛錨式
飛錨式為英國空中加油公司研發，目前以美國海軍為首，各國海軍航空隊所廣泛採用。
這項空中加油技術在1949年時開始使用，其原理非常簡單，加油機上主要為一條約20~30公尺長的軟管以及一個漏斗狀的加油裝置所組成。受油機也僅裝置固定或可伸縮的受油管即可。在飛行過程中，將受油管接上漏斗狀的浮錨後，即可加油。飛錨式的優點在於其設備簡單，不管是加油機或是受油機都僅需簡單改造，同時也不需要加油管操作員，一台加油機亦能裝置數條加油管，能同時對多台飛機進行加油，不僅是定翼機，直升機也能進行空中加油。
而飛錨式的缺點則在於軟管每分鐘能輸送的油量與飛椼式相比並不高，同時軟管受到空氣干擾嚴重，因此加油機以及受油機之間的高度差以及速度差都有嚴格規定，必須擁有高度的飛行技術才能完成空中加油。另外受油管在飛行過程中容易受到汙染，進而影響燃油品質，可能造成引擎毀損。

### HIFR
航行中的艦艇直接對飛行中的直升機進行燃料補充，稱之為HIFR(Helicopter In Flight Refuling)，這種方式僅使用於直升機，且供油方為艦艇，並非飛行器。受油的直升機與艦艇平行飛行，使用鋼纜將船上的加油管往上拉提，接上加油孔的加油方式。
由於艦艇的甲板暫時無法著陸、或是海況極差可能造成危險的情況下，會實施HIFR。目前各國海軍在裝有航空燃料加油設備的艦艇上進行HIFR的加油訓練。